# Dlamini III
Dlamini III (também conhecido como Hlubi) é um dos antigos reis ou tiNgwenyama do povo suazi que os liderou aproximadamente entre 1720 e 1744. Ele foi o pai de Ngwane III, o primeiro rei da moderna Suazilândia. Hlubi é considerado o elo de ligação entre os assentamentos da Baía de Maputo Swazi e do moderno reino da Suazilândia. Dlamini estabeleceu seus seguidores perto do rio Pongola, onde corta os  Montes Libombos.Os primeiros Swazi viajaram junto com os Ndwandwe, que são uma linhagem intimamente relacionada.
Dlamini foi sucedido por Ngwane III, seu filho, com a rainha LaYaka Ndwandwe. O filho de Dlamini, Ngwane III, assumiu a chefia e estabeleceu assentamentos suazis ao sul do rio Pongola e quando forçado a abandoná-los, fez com que seus seguidores cruzassem de volta e se estabelecessem em suas margens ao norte. Isto marca a fundação da moderna Suazilândia, e a primeira capital em Zombodze que foi estabelecida não muito depois de sua ascensão. Os irmãos de Ngwane, Ndlela e seu tio Shabalala, foram instalados nas proximidades.